# 性別肯定手術
性别肯定手术（英語：Gender-affirming surgery）是一种外科手术或一系列外科手术，其可以改变一个人的生理特征，使其符合个体所认同的性别。该手术也被称为性别重置手术（英語：Sex Reassignment Surgery）、性别确认手术（英語：Gender Confirmation Surgery）、变性手术等。它是针对跨性别人群的性別不安的治疗的一部分。
针对跨性别女性的性别肯定手术是指在解剖结构上构造典型的女性性别生理特征的手术，例如阴道成形术和隆胸等，而针对跨性别男性的性别肯定手术是指在解剖结构上构造典型的男性性别生理特征的手术，例如阴茎成形术和乳房缩小术。

## 手术项目
寻求手术的跨性別女性和其他出生时被指定为男性的人可能会经历一项或多项女性化手术，从而导致解剖结构通常呈女性性别。这些包括生殖器手术，如阴茎切除术、睾丸切除术、阴道成形术，以及隆胸术、喉结缩小术、面部女性化手术、以及声音女性化手术等。
寻求手术的跨性別男性和其他出生时被指定为女性的人可能会接受一项或多项男性化手术，其中包括男性胸部重建、乳房缩小术、子宮切除術、卵巢切除术。阴茎可以通过阴茎成形术、阴蒂释放术来构建，阴囊可以通过阴囊成形术来构建。

## 历史
人類寻求性别肯定手术的歷史可以追溯到公元2世纪，歷史上的著名人物有罗马皇帝埃拉伽巴路。现代性别肯定手术起源於20世纪。
1917年，美国肺结核专家艾伦·L·哈特成为第一批接受子宫切除术和性腺切除术的跨性别男性之一，以治疗其性别焦虑。
多拉·里希特是第一位接受完整的生殖器手术的跨性别女性。她是柏林性学研究所性学家马格努斯·赫希菲尔德照顾的几名跨性别者之一。1922年，她接受了睾丸切除术。1931年初，进行了阴茎切除术，随后于6月进行了阴道成形术。据推测，她于1933年5月去世，当时纳粹袭击了该研究所并销毁了其记录，但她的确切命运尚不清楚。
1930年至1931年间，莉莉·艾尔伯接受了四次性别肯定手术，包括睾丸切除术、卵巢移植术和阴茎切除术。 1931年6月，她接受了第四次手术，包括实验性子宫移植和阴道成形术，她希望这能让她分娩。然而，她的身体排斥移植的子宫，9月份她因术后并发症去世，享年48岁。
更早的一例性别重置手术的接受者是马格努斯·赫希菲尔德的管家。
大约在1950年，埃尔默·贝尔特进行了可能是美国第一例的性别肯定手术，该手术是对跨性别女性实施的。20世纪50年代末至70年代，法国外科医生乔治·比鲁在摩洛哥进行了3000余例针对跨性别女性的性别肯定手术，他通过阴茎内翻术式来进行阴道成形术。
1951年，整形外科医生哈罗德·吉利斯开发了针对跨性别男性的阴茎成形术。
1969年至2003年，斯坦利·比伯在特立尼达进行了超过2300例针对跨性别女性的性别肯定手术和约1000例针对跨性别男性的性别肯定手术。他的徒弟马西·鲍尔斯在他退休后接替他继续实施了数千例性别肯定手术，她是第一位给其他跨性别者实施性别肯定手术的跨性别女性医生。
1971年，罗伯托·法里纳进行了巴西首例针对跨性别女性的性别肯定手术。
泰国首例性别肯定手术于1975年进行，随着数十年的发展，这个东南亚国家处于性别肯定手术实践的前沿，以丰富的经验、可负担的医疗成本和相对充足的性别肯定手术医疗资源著称。吸引了相当多的外国人前往该国接受性别肯定手术。
1983年1月10日，王大玫在北京大学第三医院为跨性别女性张克莎秘密实施性别肯定手术，这是在中国大陆实施的首例性别肯定手术。1990年，何清濂在上海长征医院为一名跨性别女性秦慧英实施了性别肯定手术，这是中国大陆第一例公开报道的性别肯定手术。1998年，何清濂的学生，上海四一一医院的赵烨德医生开展了其首例性别肯定手术，并在随后十余年内完成了数千例手术。
自塞尔维亚1989年实施了首例性别肯定手术以来，塞尔维亚由于其可负担的医疗成本逐渐吸引了世界各国的跨性别者专程来到该国接受性别肯定手术。据该国的贝尔格莱德生殖器重建手术中心（Belgrade Center for Genital Reconstructive Surgery）2012年接受采访时介绍，每年有约100名外国人和塞尔维亚人在该中心接受手术。该中心的创立者米罗斯拉夫·乔尔杰维奇曾为个别超过30岁以后接受性别肯定手术但随后后悔的受术者做过逆转手术。
继阴茎成形术之后，萊博維奇和劳布医生于1999年开发了针对跨性别男性的阴蒂释放术。阴蒂释放术被认为是阴茎成形术的一种变体，它的作用是从个体现有的阴蒂中创造出阴茎。这使得受术者可以有一个有感觉的阴茎头。阴茎释放术可以与阴茎成形术结合使用，以在多个阶段产生更大、更像顺性别男性的阴茎。

## 手术之前

### 医学考虑
为确保受术者适合手术，手术前一般需要受术者性別不一致的相关表现显著且持续，具备同意接受性别肯定手术的能力以及接受一段时间的性别肯定激素治疗。:S256—S257
此外，少数跨性别者存在糖尿病、哮喘和艾滋病等健康问题，这可能导致治疗过程出现并发症。典型的性别肯定手术涉及复杂的药物治疗方案，包括手术期间和手术后的性激素治疗。通常，患者的治疗涉及由包括内分泌科医生在内的各种医生组成的医疗团队，外科医生在确定患者的身体状况是否适合手术时可能会咨询内分泌科医生。卫生服务提供者可以在维持安全且具有成本效益的治疗方案、提供患者教育以及解决包括戒烟和减肥在内的其他健康问题方面发挥作用。
生育能力也是性别肯定手术考虑的一个因素，如果进行睾丸切除术或卵巢子宫切除术，将会使受术者不可逆转地不育。

### 未成年人
一般不会对18岁以下的儿童实施性别肯定手术，但在极少数情况下，如果医疗保健提供者同意这样做会带来不寻常的好处或不进行手术会带来额外的风险，则可以对未成年人进行性别肯定手术。儿童的首选治疗方法包括青春期阻滞剂，它被认为能带来一些可逆的身体变化，和性激素，可以减少未来手术的需要。任何医疗方案的实施通常需要长期心理健康咨询，以在进行任何干预之前验证持续且真正的性别不安，并且在大多数司法管辖区，对未成年人实施性别肯定手术都不被允许或者需要父母或监护人的同意或法院命令。

### 双性人
出生时具有双性特征的婴儿可能会在出生时或临近出生时接受干预。這項行為在人權上是具有爭議的。
当手术指派的性别与个人的性别认同不匹配时，可能会出现负面结果（包括创伤后应激障碍和自杀）。有观点建议医生不要对儿童进行手术，除非他们年龄足够大，能够进行知情同意，这样才能为双性婴儿分配最适合他们的性别。

## 手术之后
目前的文献肯定对满足一定标准的适合的个体实施性别肯定手术的益处。尽管可能出现并发症，但这些并发症一般相对轻微。此外，针对跨性别群体实施的性别肯定手术与其它类似手术的并发症发生率没有明显差异。:S128
已有研究显示，性别肯定手术的后悔率非常低，在0.3%～3.8%之间。其中后悔发生率最高的时期，手术技术和相关照护标准尚不完善。受术者后悔的情绪可能是暂时或永久的，可以分为社会性后悔（由家庭、宗教、社交或职业生活中的困难引起）、医疗性后悔（由长期的医疗并发症、不满意的手术结果或不充分的术前决策过程引起）和真正与性别相关的后悔（由医务人员对受术者的误诊，自身对性别认同探索不足等引起）。:S134—S135

## 外部連結
- MtF.wiki （页面存档备份，存于）
- FtM.wiki （页面存档备份，存于）
- 跨性别和多元性别人群健康照护指南第八版（SOC-8） 第十三章 手术及术后护理 （页面存档备份，存于）
- （英文）Anaesthetic Dream - the book - The Art of Sex Change （页面存档备份，存于）
- （英文）Anne Lawrence的SRS介紹頁面 Archive.today的存檔，存档日期2013-04-24
- （英文）琳·康維(Lynn Conway)對SRS全面介紹之頁面 （页面存档备份，存于）
- （英文）TS Roadmap上的陰道成形術資訊 （页面存档备份，存于）